# Denis Nikiforow (wioślarz)
Denis Nikiforow (ros. Денис Никифоров; ur. 24 marca 1987 r. w Moskwie) – rosyjski wioślarz.

## Osiągnięcia
- Mistrzostwa Świata U-23 – Račice 2009 – ósemka – 9. miejsce[1].
- Mistrzostwa Europy – Montemor-o-Velho 2010 – ósemka – 5. miejsce[1].